# Donau City

Donau City (2014).

Donau City, o Vienna DC, en español Ciudad del Danubio, es un nuevo barrio situado en el distrito 22 de Viena, Donaustadt, junto al Reichsbrücke y la orilla izquierda del Neue Donau, el nuevo canal del Danubio. La construcción del primer edificio de la zona, Andrómeda Tower, comenzó en 1996.

## Historia

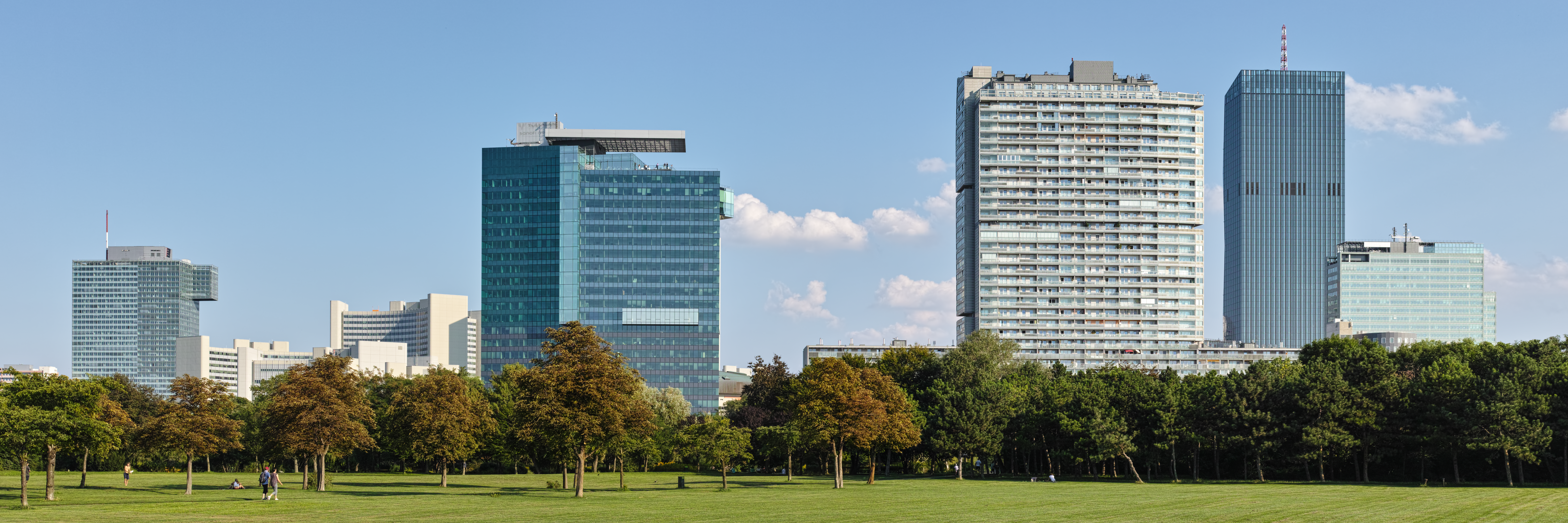
Donau City, visto desde Donaupark (de izquierda a derecha): IZD Tower, UNO-City, Saturn Tower, Mischek Tower, DC Tower 1, y Ares Tower.

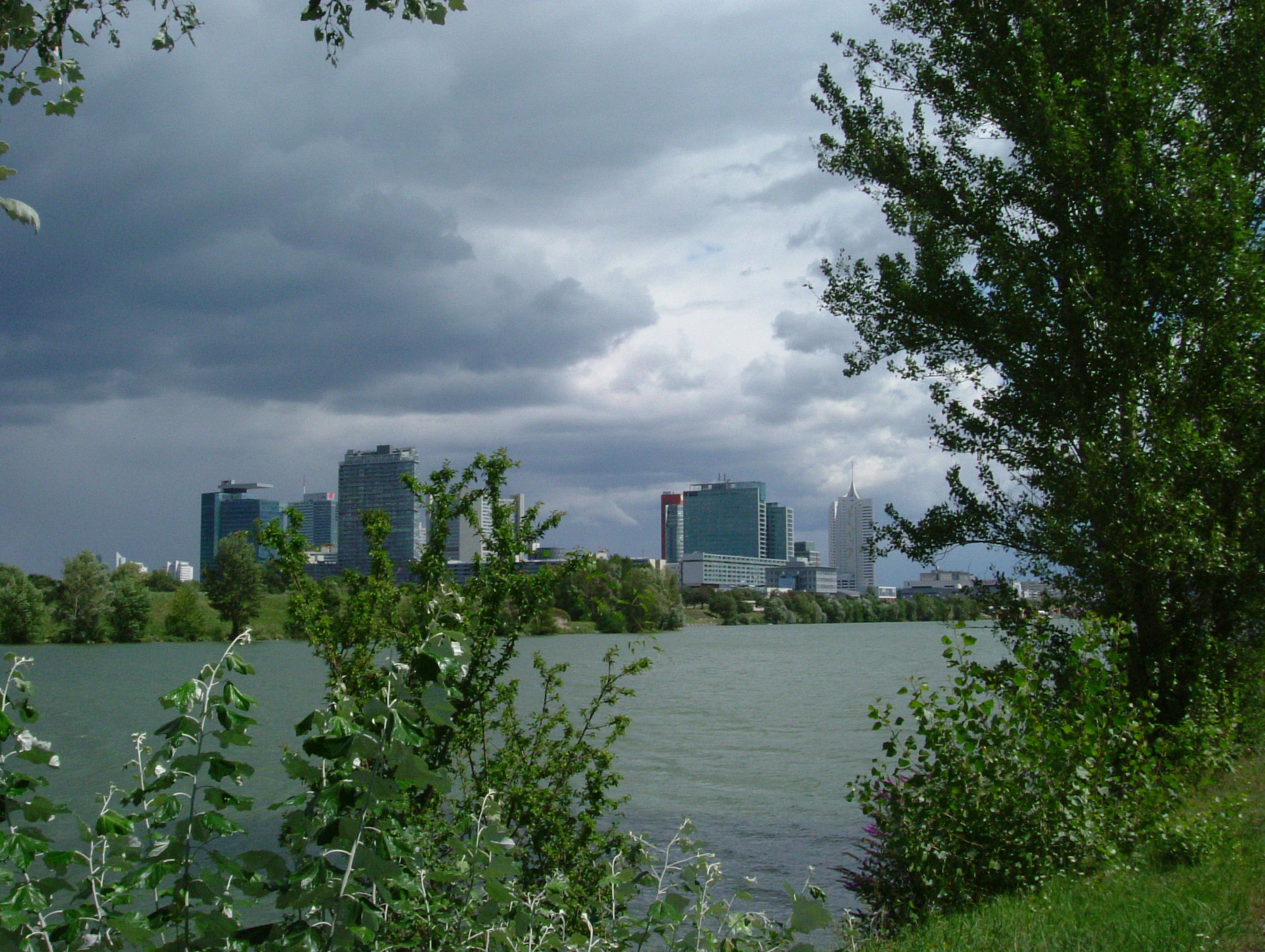
Donau City vista desde la Isla del Danubio.

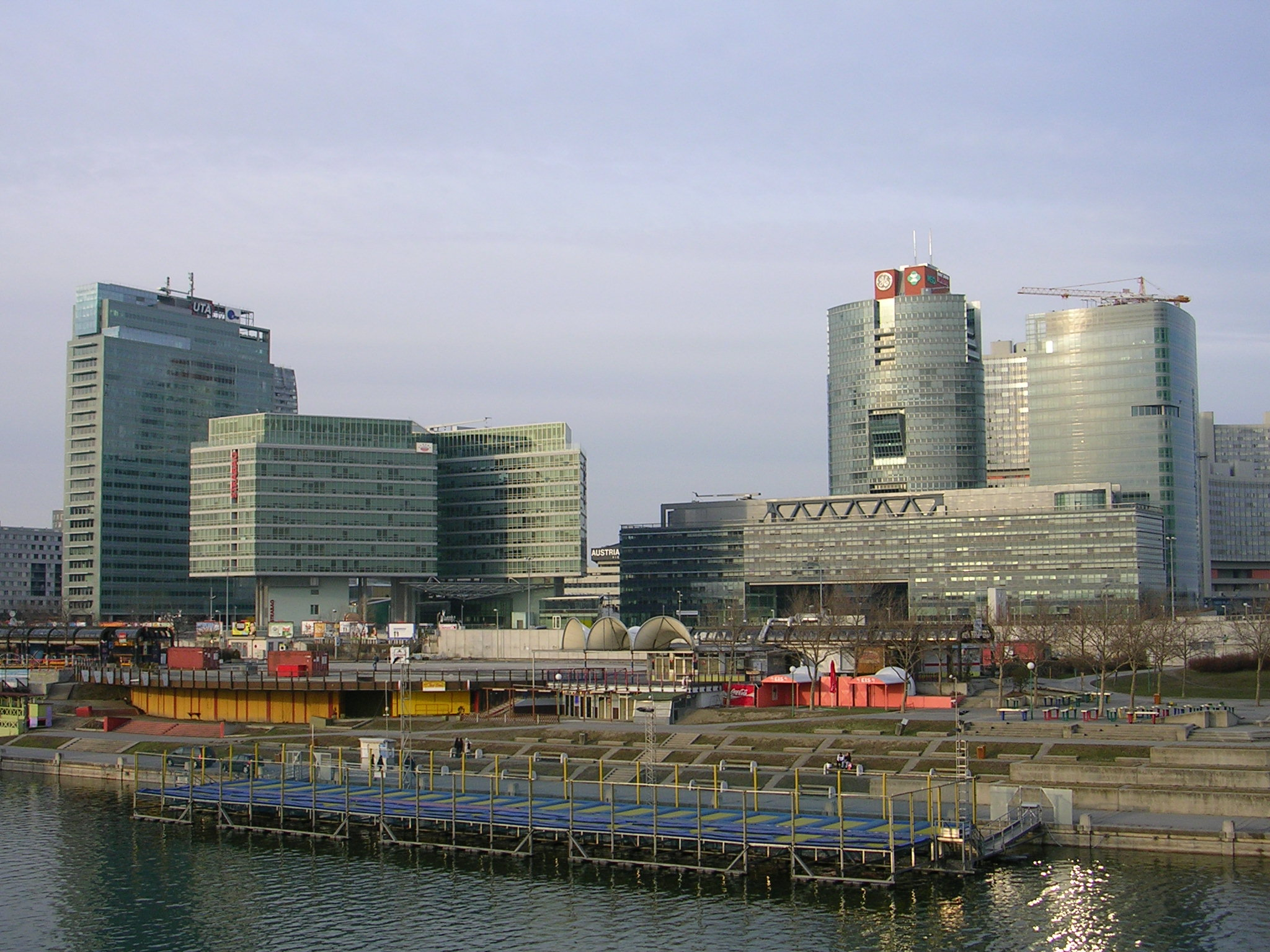
Donau City vista desde el Reichsbrücke (de izquierda a derecha): Ares Tower, STRABAG Haus, Andromeda-Tower y Tech Gate Vienna.

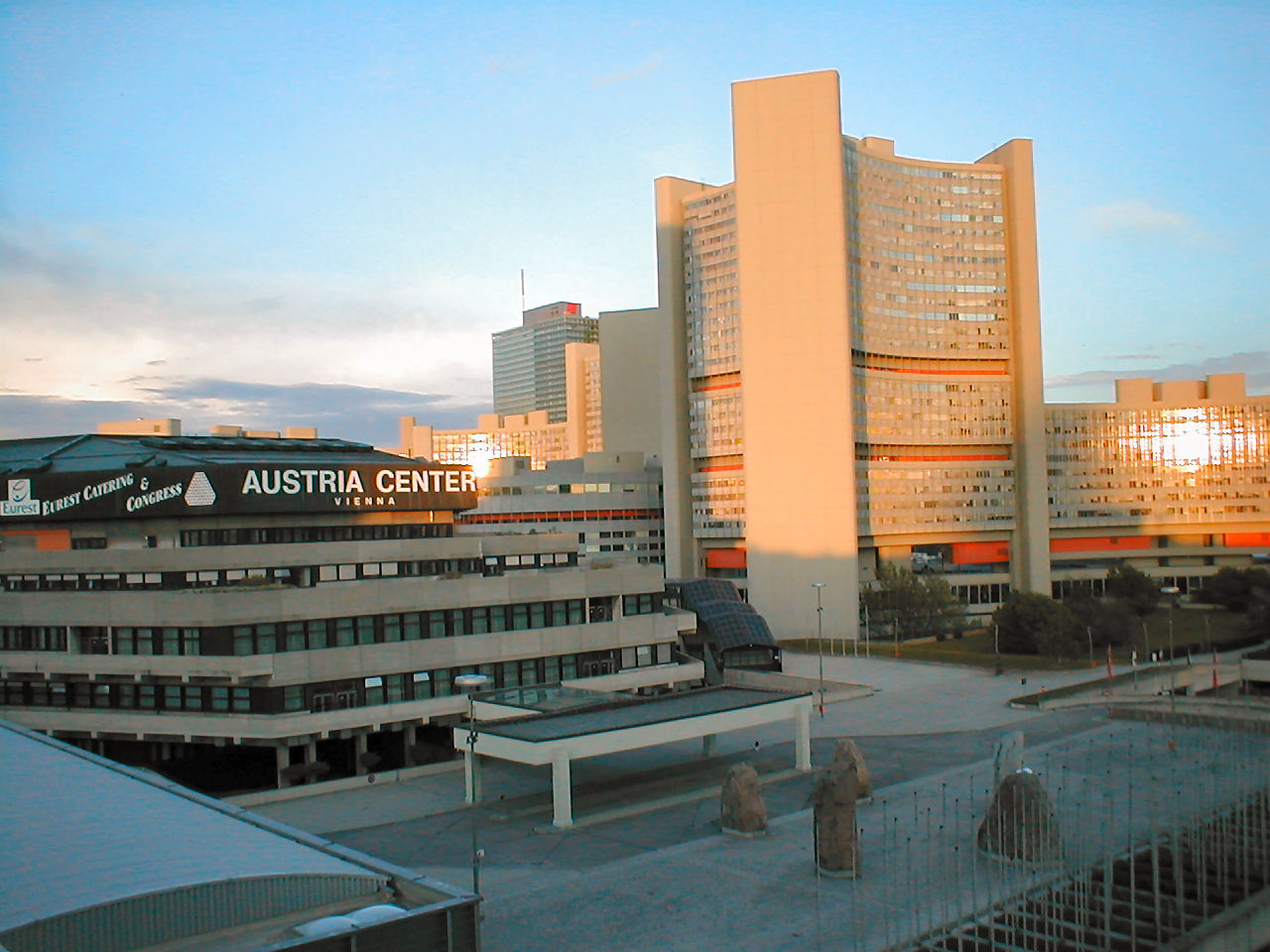
Austria Center Vienna con UNO-City.

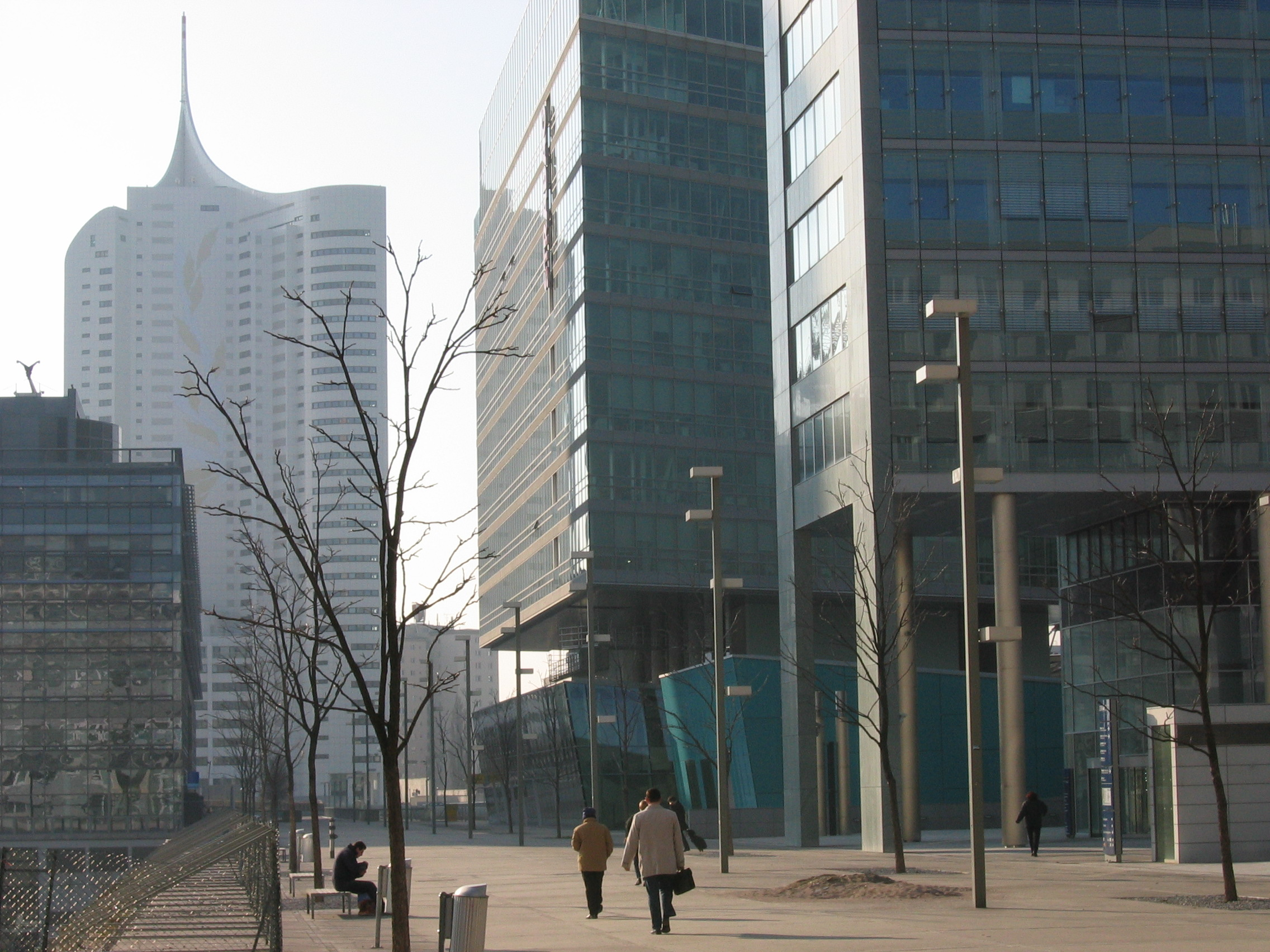
En Donau City.

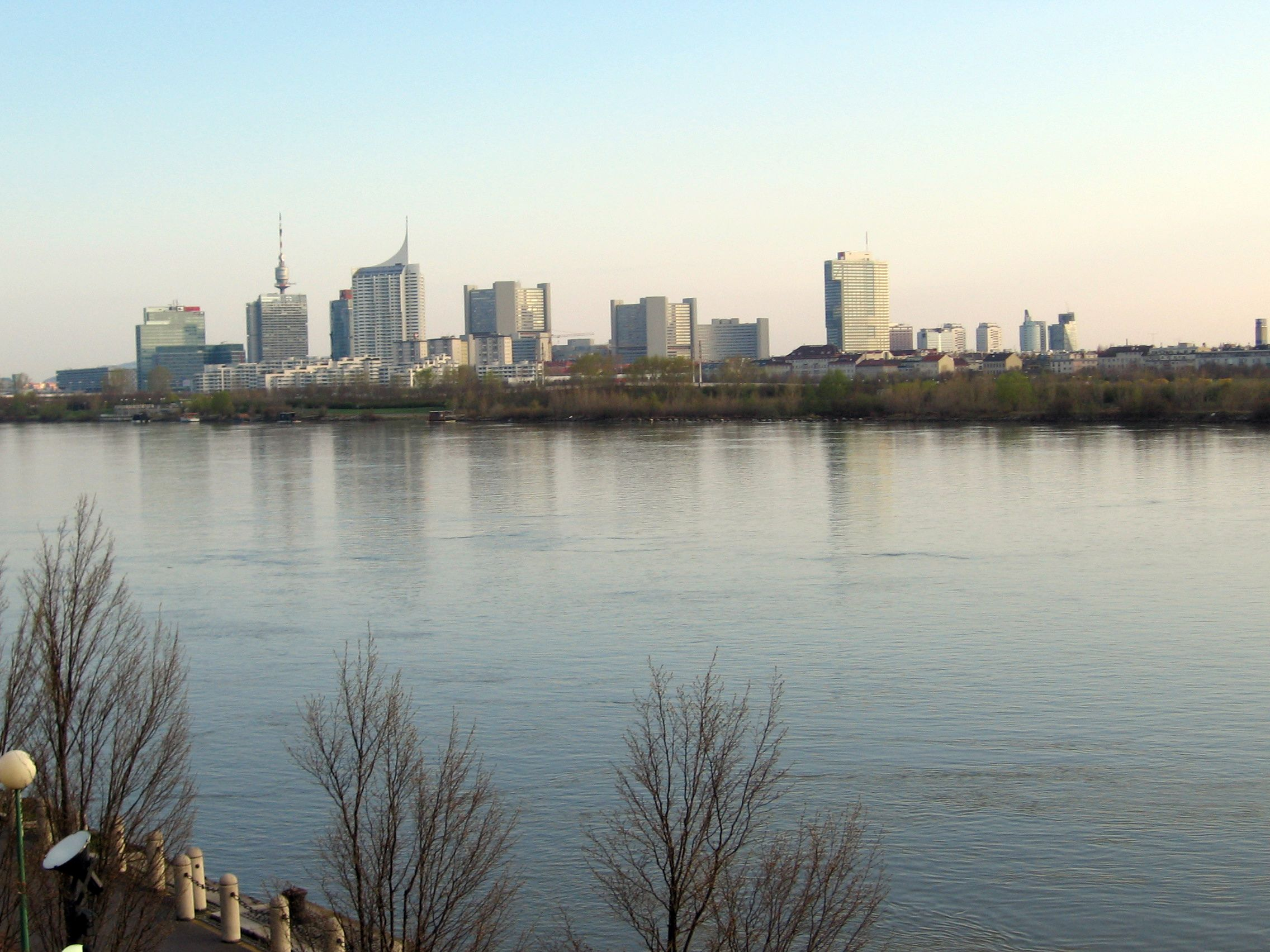
Donau City vista desde el otro lado del Danubio.

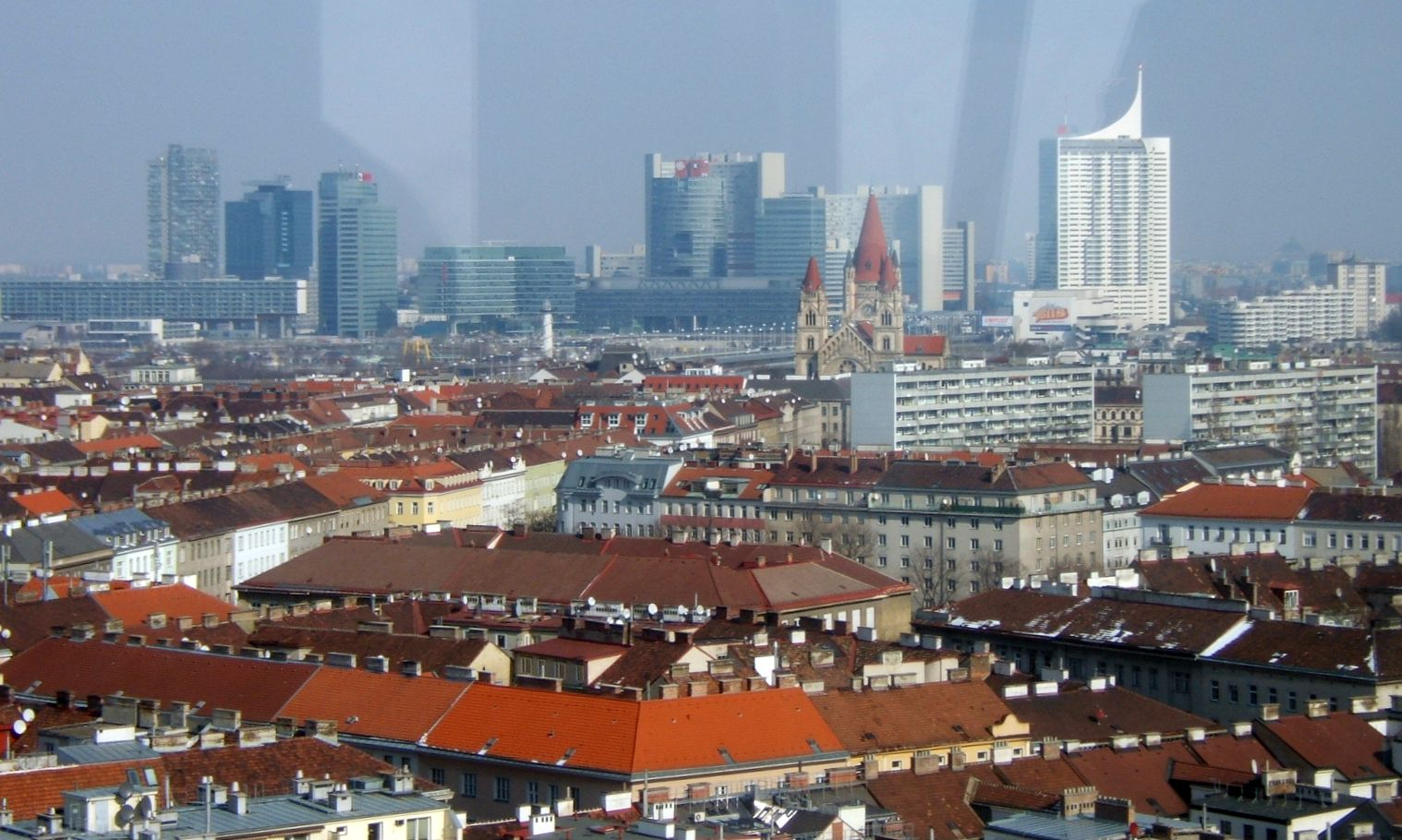
Vista de Donau City desde la noria Wiener Riesenrad.

Aunque el río Danubio ha estado conectado estrechamente con Viena, durante siglos ha desempeñando un papel secundario en la ciudad. Al contrario que en muchas otras ciudades, el Río Danubio se evitó en la ciudad, debido a las numerosas inundaciones que causaba. Se construyeron edificios a ambos lados del Danubio, pero no hasta el río. Solo después de grandes obras para controlar las inundaciones y la creación del canal Nuevo Danubio en la década de 1970, comenzó a interesar a los constructores los alrededores del Danubio.
La creación de Donau City tiene sus orígenes en la organización del Festival Internacional de Jardines de Viena en 1964, que se realizó en los terrenos de un antiguo vertedero rehabilitado superficialmente, entre el Antiguo Danubio y el Nuevo Danubio.
En 1962 comenzó la construcción de la Torre del Danubio, y dos años después de celebró el Festival de Jardines. La zona del festival era conocida como Donaupark. No lejos de Donaupark, comenzó en 1967 la planificación de UNO-City, que abrió en 1979. Con la construcción de la línea U1 y el puente Reichsbrücke, la UN-City tenía un buen acceso al sistema de transporte de la ciudad.
La zona ganó importancia con la apertura del centro de congresos Austria Center Vienna en 1987. A finales de la década de 1980, había planes de celebrar una EXPO de Viena y Budapest en la orilla norte del Danubio en Viena. Sin embargo, esta EXPO de 1995 fue cancelada debido a que la mayoría de los vieneses la rechazaron en un referéndum sobre el proyecto. Desde entonces la zona se ha dedicado a otros usos, un distrito multifuncional.
En 1991, la corporación organizadora de la EXPO fue sucedida por la Corporación Promotora de la Zona del Danubio de Viena (WED), con importantes bancos y aseguradoras austriacas (BA-CA, Erste Bank, Raiffeisen Bank, Invest Bank AG, UNIQA, Wiener Städtische) como principales accionistas. WED es la propietaria de los terrenos y responsable de su desarrollo. Dentro de unos pocos años, la zona se convirtió en un segundo centro urbano para Viena, con edificios residenciales y de oficinas, centros de investigación, instalaciones de ocio y lugares para eventos.
Las obras de la infraestructura comenzaron en 1993. Fue techada la Autopista del Danubio (A22), aportando más superficie al distrito. Los cimientos del primer edificio, Andrómeda Tower, se completaron en 1995.
La superficie total de Donau City es de 17,4 hectáreas. Tienen una superficie bruta total de aproximadamente 500 000 m². Aproximadamente dos tercios de estos edificios están construidos y en uso.

## Concepto de Donau City
Tras la cancelación de la EXPO en 1991 la zona estaba sin urbanizar. En unos años se ha transformado en un nuevo centro urbano con edificios residenciales y de oficinas, centros de investigación, instalaciones de ocio y lugares para eventos, llamado Donau City. El concepto de Donau City es una mezcla de usos: oficinas y comercial, un 70 por ciento; residencial, un 20 por ciento; y cultural y servicios, un 10 por ciento.
Unas 15 000 personas viven y trabajan actualmente en esta nueva "ciudad dentro de una ciudad". En Donau City están las oficinas de empresas internacionales como IBM, Sanofi-Aventis y Bauholding Strabag SE. También hay importantes empresas de alta tecnología en el primer parque científico y tecnológico de Viena, Tech Gate Vienna.
Además de estas empresas, Donau City tiene tiendas, restaurantes, cafeterías, oficinas, un colegio y una iglesia. La zona que rodea la Isla del Danubio tiene zonas de recreo, el Donaupark y el Antiguo Danubio. Donau City tiene dos conexiones directas a la red de carreteras, y el Aeropuerto Internacional de Viena está a unos 20 minutos.

## DC Towers
En 2002, WED organizó un concurso de arquitectura internacional para un plan maestro que completara el tercio que quedaba sin urbanizar de la zona central de Donau City. La competición fue ganada por el arquitecto francés Dominique Perrault, quien propuso dos rascacielos y una zona de transición al Nuevo Danubio. La DC Tower 1, con 60 plantas y 220 metros de altura, es el edificio más alto de Austria. Aportará más densidad al distrito, junto con la DC Tower 2, con 46 plantas y unos 160 metros de altura.
Una tercera torre de 100 metros complementará el skyline. También están planeados un bloque de pisos de unos 50 metros de altura, una casa de las culturas de unos 70 m, y un Centro de la Vida Marina sobre la autopista cubierta.
El 2 de octubre de 2012 S+B Gruppe y Sorovia Group anunciaron en una nota de prensa conjunta la construcción de otro rascacielos llamado "Danube Flats". Contendrá 500 pisos distribuidos en 45 plantas y 145 metros de altura, y estará situado al lado del "Hochhaus Neue Donau". Las dos promotoras invertirán un total de 140 millones de euros en el proyecto. La construcción comenzará en 2014 y terminará en 2016.

## Edificios
Donau City se construyó en las siguientes etapas:
| Edificio                                  | Altura | Altura | Inicio | Final | Arquitecto                          | Uso                             |
| Edificio                                  | metros | pies   | Inicio | Final | Arquitecto                          | Uso                             |
| ----------------------------------------- | ------ | ------ | ------ | ----- | ----------------------------------- | ------------------------------- |
| Andrómeda-Tower                           | 113    | 371    | 1996   | 1998  | Wilhelm Holzbauer                   | Oficinas                        |
| Volksschule                               |        |        | 1996   | 1999  | Hans Hollein                        | Colegio público                 |
| Hochhaus Neue Donau y Wohnpark Neue Donau | 150    | 490    | 1999   | 2002  | Harry Seidler                       | Residencial, guardería          |
| IZD Tower                                 | 130    | 430    | 1998   | 2001  | T. Feiger                           | Oficinas                        |
| Mischek Tower                             | 110    | 360    | 1998   | 2000  | Elke Delugan-Meissl & Roman Delugan | Residencial                     |
| Iglesia de Donau City                     |        |        | 1999   | 2000  | Heinz Tesar                         | Iglesia católica                |
| Tech Gate Vienna                          | 75     | 246    | 1999   | 2005  | Sepp Frank, Wilhelm Holzbauer       | Parque científico y tecnológico |
| Ares Tower                                | 100    | 330    | 1999   | 2001  | Heinz Neumann                       | Oficinas                        |
| STRABAG Haus                              | 45     | 148    | 2001   | 2003  | Ernst Hoffmann                      | Oficinas                        |
| Saturn Tower                              | 95     | 312    | 2003   | 2004  | Heinz Neumann, Hans Hollein         | Oficinas                        |
| DC Tower 1                                | 220    | 720    | 2010   | 2013  | Dominique Perrault                  | Oficinas, hotel, lofts          |
| DC Tower 2                                | 168    | 551    | 2013?  | 2015? | Dominique Perrault                  | Oficinas, lofts                 |
| Danube Flats                              | 145    | 476    | 2014   | 2016  | project A01 architects              | Residencial                     |